# 布拉姆施泰特伦德
布拉姆施泰特伦德（德語：Bramstedtlund）是德国石勒苏益格－荷尔斯泰因州的一个市镇。总面积13.85平方公里，总人口200人，其中男性99人，女性101人（2011年12月31日），人口密度14人/平方公里。